# Xã Sterling, Quận Hodgeman, Kansas
Xã Sterling (tiếng Anh: Sterling Township) là một xã thuộc quận Hodgeman, tiểu bang Kansas, Hoa Kỳ. Năm 2010, dân số của xã này là 101 người.